# Droga wojewódzka 439
Die Droga wojewódzka 439 (DW 439) ist eine 31 Kilometer lange Droga wojewódzka (Woiwodschaftsstraße) in der polnischen Woiwodschaft Niederschlesien, die Żmigród und Milicz verbindet. Die Strecke liegt im Powiat Trzebnicki und im Powiat Milicki.

## Streckenverlauf
Woiwodschaft Niederschlesien, Powiat Trzebnicki
-  Żmigród (Trachenberg) (S 5, DK 5, DW 339)
-  Żmigródek (Schmiegrode) (S 5, DK 5)
- Zielony Dom
- Radziądz (Radziunz)
- Dąbki
- Niezgoda (Nesigode)

Woiwodschaft Niederschlesien, Powiat Milicki
- Łąki
- Sułów (Sulau)
- Miłosławice
- Świętoszyn (Schwentroschine)
-  Milicz (Militsch) (DK 15, DW 448)